# Aeschynomene mediocris
Aeschynomene mediocris är en ärtväxtart som beskrevs av Bernard Verdcourt. Aeschynomene mediocris ingår i släktet Aeschynomene och familjen ärtväxter. Inga underarter finns listade i Catalogue of Life.